# مجله توسعه پژوهش در پرستاری و مامائی
مجله توسعه پژوهش در پرستاری و مامائی (به انگلیسی: Journal of Research Development in Nursing & Midwifery (JGBFNM)) نام دو فصلنامه علمی-پژوهشی (پرستاری) فارسی زبان  می‌باشد که دانشکده پرستاری و مامائی بویه گرگان صاحب امتیاز آن است.
این مجله در جهت انتشار نتایج تحقیقات و مطالعات گروههای مختلف آموزشی و پژوهشی دانشگاه‌ها و مؤسسات علمی-پژوهشی کشور فعالیت می‌نماید و مقالات آن در وبگاه‌های  Magiran و Iran Medex و SID و ISC نمایه می‌شود. این فصلنامه در مورخ ۲۲/۹/۱۳۹۱ موفق به کسب رتبه علمی پژوهشی از کمسیون نشریات علوم پزشکی کشور گردید.